# 第6回参議院議員通常選挙
第6回参議院議員通常選挙（だい6かいさんぎいんぎいんつうじょうせんきょ）は、1962年（昭和37年）7月1日に日本で行われた国会（参議院）議員の選挙である。

## 概説
池田政権になって初めての参院選で尚且つ社会党から分裂した民主社会党・創価学会系の議員が中心となって結成した公明政治連盟が初めて迎えた参院選でもあった。
自民党は3年前の71人には2人及ばなかったものの、全国区・地方区ともに得票率を伸ばし引き続き単独過半数を確保した。特に全国区ではテレビ出演で知名度の高かった藤原あきが116万票もの大量得票でトップ当選し、他にも航空幕僚長だった源田実・元書記官長の迫水久常・婦人議員の草分けだった山下春江などが上位に食い込んだ。一方で秋田・岩手・（保守分裂選挙になった）島根では公認候補が敗れ、6年前に（当時の）社会党に議席を独占された神奈川でも議席奪還は叶わなかった。
社会党は右派の離脱→民主社会党の結党で一時党勢の退潮が危ぶまれていたが、直後の衆院選での浅沼稲次郎暗殺事件の同情から何とか党勢を持ち堪えたこともあり今度の参院選は言わば実質的な党勢を量る試金石となった。知名度の高かった加藤シヅエが全国区2位当選・3年前に議席を失陥した東京選挙区でも岡田宗司が返り咲くなどまずまずの成果を見せたが、定数2の静岡・熊本で現職を落とし定数1の高知・山口でも議席を守れず結果として微増に止まった。民主社会党もゼンセン同盟会長だった高山恒雄が初当選するなど全国区は改選議席を維持したが、定数2-3の選挙区では現職が社会党の擁立した新人に競り負けることが相次ぎ衆院選に続いて党勢の退潮が目立つ結果となった。
創価学会は前年11月に政治団体として公明政治連を創設し今参院選に臨んだ。全国区では北条雋八・辻武寿の両現職に加え新人5人を比較的上位で全員当選させ、大阪では白木義一郎が再選されたばかりか東京でも和泉覚が初当選。自民・社会に次ぐ第三勢力として存在感を増した。他方緑風会は1960年に会派を中心的に率いていた石黒忠篤が死去したこともあり、党勢の回復を目指して参議院同志会に改称し参院選を迎えた。だが現職の常岡一郎と大谷螢潤（6年前は自民公認で当選）が落選し、他の無所属議員を加えて第二院クラブを結成することになる。しかし1964年に加賀山之雄・大竹平八郎・前田久吉の3議員が自民党に鞍替えしてしまい、残留した側も緑風会に復するも参院選を前に解散に追い込まれた。共産党は東京の野坂参三が（3年補欠ながらも）再選を果たし、全国区でも現職の岩間正男に加え新人の鈴木市蔵を当選させ久方振りに党勢を伸ばした。しかしながら核拡散防止条約批准を巡って鈴木は共産党から脱党することになる。また共産党に批判的な革命的共産主義者同盟から黒田寛一が全国区に立候補するも、得票は23,263票に止まり後に黒田と本多延嘉の対立から革マル派・中核派への分裂を招くこととなる。また沖縄の本土復帰を唱えて沖縄社会大衆党の安里積千代も無所属で全国区に出馬したが、87,774票を得たのみで当選には程遠かった。

## 選挙データ

### 内閣
- 第2次池田内閣（第59代）

### 公示日
- 1962年（昭和37年）6月1日

### 投票日
- 1962年（昭和37年）7月1日

### 改選数
- 127議席（うち2議席は補充のため、任期3年）
  - 地方区：76議席（うち1議席は補充のため、任期3年）
  - 全国区：51議席（うち1議席は補充のため、任期3年）

### 選挙制度
- 地方区
  - 小選挙区制：改選数25議席
    - 2人区（改選1名、単記投票）：25選挙区

  - 中選挙区制：改選数51議席
    - 2人区（改選2名、単記投票）：15選挙区
    - 3人区（改選3名、単記投票）：4選挙区
    - 4人区（改選4名、単記投票）：2選挙区（東京のみ、補充のため5人当選で、5位当選者のみ任期3年）
- 全国区
  - 大選挙区制：改選数51議席（うち1議席は補充のため、任期3年）

### 有権者数と候補者数
- 秘密投票
- 20歳以上の男女
- 有権者[1]：56,137,295名
  - 男性：26,831,582名　
  - 女性：29,305,713名
- 立候補者[1]：328名　
  - 地方区：221名　
  - 全国区：107名

## 選挙結果

### 投票率
- 地域区：68.21%（投票者数：38,295,222名）
- 全国区：68.22%（投票者数：38,290,912名）

### 議席数
|              | 地方区     | 地方区 | 地方区 | 地方区 | 全国区     | 全国区 | 全国区 | 全国区 | 議席 合計 |
| 得票         | 比率       | 議席   | 補欠   | 得票   | 比率       | 議席   | 補欠   |        | 議席 合計 |
| ------------ | ---------- | ------ | ------ | ------ | ---------- | ------ | ------ | ------ | --------- |
| 自由民主党   | 17,112,986 |        | 48     |        | 16,581,637 | 46.4%  | 21     |        | 69        |
| 日本社会党   | 11,917,675 |        | 22     |        | 8,666,910  |        | 14     | 1      | 37        |
| 公明政治連盟 | 958,179    |        | 2      |        | 4,124,269  |        | 7      |        | 9         |
| 民主社会党   | 2,649,422  |        | 1      |        | 1,899,756  |        | 3      |        | 4         |
| 日本共産党   | 1,760,258  |        | 0      | 1      | 1,123,947  |        | 2      |        | 3         |
| 参議院同志会 | 128,834    |        | 0      |        | 1,660,466  |        | 2      |        | 2         |
| その他の政党 | 58,622     |        | 0      |        | 295,603    |        | 0      |        | 0         |
| 無所属       | 1,725,947  |        | 2      |        | 1,404,048  |        | 1      |        | 3         |
| 合計         | 36,311,923 |        | 75     | 1      | 35,756,635 |        | 50     | 1      | 127       |

| 政党／無所属 | 改選 | 非改選 | 合計 |
| ------------ | ---- | ------ | ---- |
| 与党         | 69   | 73     | 142  |
| 自由民主党   | 69   | 73     | 142  |
| 野党他       | 58   | 50     | 108  |
| 日本社会党   | 37   | 29     | 66   |
| 公明政治連盟 | 9    | 6      | 15   |
| 民主社会党   | 4    | 7      | 11   |
| 日本共産党   | 3    | 1      | 4    |
| 参議院同志会 | 2    | 5      | 7    |
| 無所属       | 3    | 2      | 5    |
| 合計         | 127  | 123    | 250  |

### 政党・政治団体
自由民主党
| 総裁     | 副総裁   | 幹事長     | 総務会長 | 政務調査会長 | 国会対策委員長 | 参議院議員会長 |
| -------- | -------- | ---------- | -------- | ------------ | -------------- | -------------- |
| 池田勇人 | 大野伴睦 | 前尾繁三郎 | 赤城宗徳 | 田中角栄     | 江崎真澄       | 重宗雄三       |

日本社会党
| 中央執行委員長 | 書記長   | 政策審議会長 | 国会対策委員長 | 参議院議員会長 |
| -------------- | -------- | ------------ | -------------- | -------------- |
| 河上丈太郎     | 江田三郎 | 成田知巳     | 横路節雄       | 千葉信         |

公明政治連盟
| 中央執行委員長 | 中央執行副委員長 | 書記長 | 政務調査会長 |
| -------------- | ---------------- | ------ | ------------ |
| 原島宏治       | 北条浩           | 辻武寿 | 小平芳平     |

民主社会党
| 中央執行委員長 | 書記長 | 政策審議会長 | 国会対策委員長 | 参議院議員会長 | 常任顧問 |
| -------------- | ------ | ------------ | -------------- | -------------- | -------- |
| 西尾末広       | 曾禰益 | 今澄勇       | 春日一幸       | 天田勝正       | 片山哲   |

日本共産党
| 議長     | 書記長   | 中央委員 | 中央委員 | 中央委員 |
| -------- | -------- | -------- | -------- | -------- |
| 野坂参三 | 宮本顕治 | 蔵原惟人 | 志賀義雄 | 袴田里見 |

参議院同志会

## 議員

### この選挙で選挙区当選
自民党   社会党   公明政治連盟   民社党   無所属 
| 北海道     | 北海道       | 北海道     | 北海道     | 青森県     | 岩手県   | 宮城県     | 秋田県   | 山形県     | 福島県     | 福島県     |
| ---------- | ------------ | ---------- | ---------- | ---------- | -------- | ---------- | -------- | ---------- | ---------- | ---------- |
| 大矢正     | 小林篤一     | 吉田忠三郎 | 西田信一   | 笹森順造   | 渡辺勘吉 | 高橋進太郎 | 鈴木壽   | 白井勇     | 松平勇雄   | 大河原一次 |
| 茨城県     | 茨城県       | 栃木県     | 栃木県     | 群馬県     | 群馬県   | 埼玉県     | 埼玉県   | 千葉県     | 千葉県     |            |
| 郡祐一     | 森元治郎     | 植竹春彦   | 稲葉誠一   | 木暮武太夫 | 伊藤顕道 | 上原正吉   | 瀬谷英行 | 木島義夫   | 柳岡秋夫   |            |
| 神奈川県   | 神奈川県     | 山梨県     | 東京都     | 東京都     | 東京都   | 東京都     | 新潟県   | 新潟県     | 富山県     |            |
| 曽祢益     | 相沢重明     | 吉江勝保   | 安井謙     | 和泉覚     | 石井桂   | 岡田宗司   | 小柳牧衛 | 杉山善太郎 | 館哲二     |            |
| 石川県     | 福井県       | 長野県     | 長野県     | 岐阜県     | 静岡県   | 静岡県     | 愛知県   | 愛知県     | 愛知県     | 三重県     |
| 林屋亀次郎 | 熊谷太三郎   | 林虎雄     | 小山邦太郎 | 古池信三   | 鈴木万平 | 栗原祐幸   | 成瀬幡治 | 草葉隆円   | 柴田栄     | 斎藤昇     |
| 滋賀県     | 京都府       | 京都府     | 大阪府     | 大阪府     | 大阪府   | 兵庫県     | 兵庫県   | 兵庫県     | 奈良県     | 和歌山県   |
| 西川甚五郎 | 大野木秀次郎 | 藤田藤太郎 | 椿繁夫     | 白木義一郎 | 中山福蔵 | 佐野芳雄   | 岸田幸雄 | 中野文門   | 新谷寅三郎 | 前田佳都男 |
| 鳥取県     | 島根県       | 岡山県     | 岡山県     | 広島県     | 広島県   | 山口県     | 徳島県   | 香川県     | 愛媛県     | 高知県     |
| 仲原善一   | 山本利寿     | 矢山有作   | 近藤鶴代   | 岩沢忠恭   | 松本賢一 | 二木謙吾   | 紅露みつ | 平井太郎   | 堀本宜実   | 塩見俊二   |
| 福岡県     | 福岡県       | 福岡県     | 佐賀県     | 長崎県     | 熊本県   | 熊本県     | 大分県   | 宮崎県     | 鹿児島県   | 鹿児島県   |
| 亀井光     | 小柳勇       | 森部隆輔   | 杉原荒太   | 久保勘一   | 園木登   | 林田正治   | 後藤義隆 | 平島敏夫   | 田中茂穂   | 佐多忠隆   |

- 補欠当選（任期3年）- 第5回で選出された鮎川金次郎の欠員による。

| 東京都 | 野坂参三 |

### この選挙で全国区当選
自由民主党   日本社会党   公明政治連盟   民社党   日本共産党   参議院同志会   無所属 
| 1位-10位  | 藤原あき | 加藤シヅエ | 長谷川仁 | 迫水久常 | 源田実   | 浅井亨     | 山崎斉     | 丸茂重貞   | 北条雋八 | 鈴木一弘 |
| 11位-20位 | 山下春江 | 大谷藤之助 | 渋谷邦彦 | 二宮文造 | 小林武   | 岩間正男   | 鈴木市蔵   | 稲浦鹿蔵   | 森八三一 | 野知浩之 |
| 21位-30位 | 天坊裕彦 | 小西英雄   | 林塩     | 田中一   | 重宗雄三 | 辻武寿     | 野々山一三 | 中村順造   | 藤原道子 | 鬼木勝利 |
| 31位-40位 | 北村暢   | 高山恒雄   | 鈴木強   | 占部秀男 | 江藤智   | 日高広為   | 横川正市   | 小酒井義男 | 野溝勝   | 豊田雅孝 |
| 41位-50位 | 竹中恒夫 | 向井長年   | 手島栄   | 中村正雄 | 川野三暁 | 大竹平八郎 | 柴谷要     | 森田たま   | 光村甚助 | 松村秀逸 |

- 補欠当選（任期3年）- 第5回で選出された鮎川義介の欠員による。

| 51位 | 阿部竹松 |

松村秀逸の死去（1962年9月7日）に伴い任期6年となる。
- 繰上当選（任期3年）

| 山高しげり |

松村秀逸の死去に伴う

### 補欠当選
- 熊本選挙区 園木登（1962.12.23死去）→北口龍徳（1963.1.29補欠当選）
- 宮城選挙区 高橋進太郎（宮城県知事選立候補による退職）→高橋文五郎（1965.4.11補欠当選）
- 熊本選挙区 北口龍徳（1965.5.31死去）→園田清充（1965.7.18補欠当選）
- 広島選挙区 岩沢忠恭（1965.12.18死去）→中津井真（1966.1.30補欠当選）
- 京都選挙区 大野木秀次郎（1966.3.4死去）→林田悠紀夫（1966.4.27補欠当選）
- 愛知選挙区 草葉隆圓（1966.9.20死去）→横井太郎（1966.11.5補欠当選）
- 神奈川選挙区 曽祢益（衆院選立候補による辞職）→佐藤一郎（1967.2.12補欠当選）
- 福岡選挙区 亀井光（福岡県知事選立候補による辞職）→鬼丸勝之（1967.4.30補欠当選）
- 滋賀選挙区 西川甚五郎（1967.5.16死去）→西村関一（1967.6.25補欠当選）
- 群馬選挙区 木暮武太夫（1967.7.10死去）→佐田一郎（1967.8.20補欠当選）

### この選挙で初当選
計39名
- 衆議院議員経験者には「※」の表示。

自由民主党
17名
- 亀井光
- 川野三暁
- 熊谷太三郎
- 久保勘一
- 栗原祐幸

- 源田実
- 園木登
- 野知浩之
- 長谷川仁
- 日高広為

- 藤原あき
- 二木謙吾
- 丸茂重貞
- 森田たま
- 森部隆輔※

- 山崎斉
- 山下春江※

日本社会党
12名
- 稲葉誠一
- 小林武
- 佐野芳雄
- 杉山善太郎
- 瀬谷英行

- 野々山一三
- 林虎雄※
- 松本賢一
- 柳岡秋夫
- 矢山有作

- 吉田忠三郎
- 渡辺勘吉

民主社会党
1名
- 高山恒雄

日本共産党
1名
- 鈴木市蔵

公明政治連盟
6名
- 浅井亨
- 和泉覚
- 鬼木勝利
- 渋谷邦彦

- 鈴木一弘
- 二宮文造

無所属
2名
- 小林篤一
- 林塩

### この選挙で返り咲き
計6名
自由民主党
4名
- 石井桂
- 小西英雄
- 豊田雅孝
- 中山福蔵

日本社会党
2名
- 岡田宗司
- 柴谷要

### この選挙で引退･不出馬
計19名
自由民主党
7名
- 秋山俊一郎
- 安部清美
- 勝俣稔
- 堀木鎌三

- 谷口弥三郎
- 永野護
- 西田隆男

日本社会党
8名
- 荒木正三郎
- 内村清次
- 江田三郎
- 小笠原二三男
- 木下友敬

- 清沢俊英
- 高田なほ子
- 矢嶋三義

民主社会党
2名
- 島清
- 棚橋小虎

参議院同志会
2名
- 加藤正人
- 杉山昌作

### この選挙で落選
計21名
自由民主党
7名
- 一松定吉
- 泉山三六
- 大泉寛三
- 大川光三
- 下条康麿

- 苫米地英俊
- 山本米治

日本社会党
5名
- 坂本昭
- 重盛寿治
- 平林剛
- 松永忠二
- 森中守義

民主社会党
5名
- 片岡文重
- 相馬助治
- 東隆
- 松浦清一
- 山田節男

参議院同志会
2名
- 大谷瑩潤
- 常岡一郎

無所属
2名
- 千田正
- 小幡治和

## 選挙違反
選挙違反数は、全国区、地方区を通じて11,002件、検挙者数は17,836人。